# Kenta Hori
Kenta Hori (escritura japonesa: 堀 研太 (Hori Kenta); Kanagawa, 9 de abril de 1999) es un futbolista japonés que juega como mediocampista en el Verspah Oita de la Japan Football League de Japón.

## Clubes
| Club                     | País  | Año       |
| ------------------------ | ----- | --------- |
| Yokohama F. Marinos      | Japón | 2017-2019 |
| Blaublitz Akita (cedido) | Japón | 2019      |
| ReinMeer Aomori FC       | Japón | 2020      |
| Fujieda MYFC             | Japón | 2021-2022 |
| Veroskronos Tsuno        | Japón | 2023      |
| Verspah Oita             | Japón | 2024-     |